# هرمان دالبک
هرمان دالبک (انگلیسی: Herman Dahlbäck; ۷ مارس ۱۸۹۱) ورزشکار روئینگ اهل سوئد بود.
وی در مسابقات کشوری و بین‌المللی در مجموع برندهٔ ۱ مدال نقره شده‌است.